# Zhidou Rainbow
Zhidou Rainbow – elektryczny mikrosamochód produkowany pod chińską marką Zhidou od 2024 roku.

## Historia i opis modelu
Po reaktywacji upadłej firmy Zhidou w 2023 roku m.in. z inicjatywy chińskiego rządu i koncernu Geely, w marcu 2024 firma przedstawiła pierwszy od 2018 roku nowy model w postaci elektrycznego mikrosamochodu Rainbow. Choć zachował on formę 3-drzwiowego hatchbacka, tak w stosunku do dotychczas wytwarzanych modeli firmy stał się wyraźnie większy. Nadwozie zyskało charakterystyczne, kanciaste proporcje z wąskim i smukłym kształtem nadwozia, oddając tym samym cechy wizualne m.in. konkurencyjnego Wulinga Hongguang Mini EV.
Pomimo niewielkiego, 3,2-metrowego nadwozia wewnątrz wygospodarowano przestrzeń dla 4 pasażerów w dwóch rzędach siedzeń. Kabina pasażerska została utrzymana w jasnej tonacji łączącej biel z akcentami w kolorze nadwozia, z dwuramiennym kołem kierownicy oraz dwoma wyświeltaczami pełniącymi kolejno funkcję cyfrowego panelu wskaźników oraz centralnie umieszczonego dotykowego ekranu systemu multimedialnego.

### Sprzedaż
Zhidou Rainbow powstało z myślą o wewnętrznym rynku chińskim, trafiając tam do sprzedaży miesiąc po prezentacji oficjalnej specyfikacji technicznej - w kwietniu 2024 roku.

### Dane techniczne
Zhidou Rainbow jest samochodem w pełni elektrycznym, napędzanym przez słabszy, 27-konny silnik lub mocniejszy, 40-konny. Ten pierwszy trafił do sprzedaży z 17,18 kWh akumulatorem oferującym zasięg w trybie mieszanym do 201 kilometrów w trybie CLTC, a mocniejszą wersję połączono z nieznacznie większym akumulatorem 17,30 kWh pozwalającą przejechać do 205 kilometrów.